# Andersson (ätt)
Andersson var en svensk adelsätt med skotsk bakgrund som introducerades på riddarhuset 1668 samt utslocknade på svärdssidan 1862 och på spinnsidan 1902. Stamfader för ätten var Alexander Andersson som migrerade 1627 från Skottland. 